# Sémonidés z Amorgu
Sémónidés z Amorgu byl antický řecký básník archaického období. Tvořil v polovině 7. století př. n. l.
Sémónidés se narodil na Samu. Své jméno odvozoval od ostrova Amorgos, jehož kolonizace se zúčastnil.
Řadí se k básníkům elegickým. Své verše psal převážně v jambu.
Podle Suidy je mu připisována elegická básně o dávné historii obyvatel Samu, další elegické básně a dvě knihy jambů. Elegie známá z fragmentů Simónida z Keu je pravděpodobně dílem Sémónidovým. Zachovalo se více než 30 zlomků jeho jambických básní. Jsou psané energickou iónskou řečtinou, s velkým důrazem a silou a malým souladem ve verších.
Sémónidova jambická poezie je podobně jako u Archilocha nástrojem hořké satiry střídané melancholií. Sémónidova satira je však zaměřená více obecně než individuálně.